# Конинино
Кони́нино — деревня в Томском районе Томской области, Россия. Входит в состав Копыловского сельского поселения.

## Население
| 2002 | 2008 | 2009 | 2010 | 2011 | 2012 | 2013 |
| ---- | ---- | ---- | ---- | ---- | ---- | ---- |
| 190  | ↘169 | ↗171 | ↘147 | →147 | ↗153 | ↗158 |
| 2014 | 2015 | 2021 |      |      |      |      |
| ↘154 | ↘153 | ↘139 |      |      |      |      |

## География
Расстояние до центра сельского поселения (пос. Копылово) — 11 км, до Томска — 21 км. Село находится примерно в 2,5 км от трассы Томск — Итатка и железнодорожной ветки Томск — Белый Яр. В 200 м от деревни пролегает железнодорожная ветка, ведущая к территории «Томскнефтехима».